# Președintele Angolei
Președintele Angolei (portugheză Presidente de Angola) este atât șeful de stat, cât și șeful guvernului Angolei. Conform constituției adoptate în 2010, funcția de prim-ministru a fost abolită; autoritatea executivă aparține președintelui care are, de asemenea, un anumit nivel de competențe legislative, întrucât poate guverna prin decret.
Poziția de președinte datează de la independența Angolei față de Portugalia. Agostinho Neto a deținut această poziție atunci când Mișcarea Populară de Eliberare a Angolei (MPLA) a câștigat controlul asupra țării de la portughezi. Când Neto a murit în 1979, i-a succedat José Eduardo dos Santos.
Sub conducerea lui Dos Santos, Angola a devenit un stat multi-partit, deși controlat de el. La cele mai recente alegeri, organizate în 1992, Dos Santos a fost reales cu 49% din voturi. Adversarul său, Jonas Savimbi din partea Uniunii Naționale pentru Independența Totală a Angolei (UNITA), a susținut că alegerile au fost fraudate.
Funcția președintelui este limitat la două mandate de cinci ani.
În ianuarie 2010, Adunarea Națională a aprobat o nouă constituție, conform căreia liderul partidului cu cele mai multe locuri din Adunare va deveni președinte, în locul votului public. Noua constituție limitează numărul de mandate pe care un președinte la poate exercita la două, deși nu ia în considerare mandatele realizate până în acel moment, și a abolit funcția de prim-ministru introducând în schimb funcția de vicepreședinte.
João Lourenço este actualul președinte începând cu 26 septembrie 2017.